# Dyrdalen
Het Dyrdalen is een dal in het eiland Edgeøya, dat deel uitmaakt van de Noorse eilandengroep Spitsbergen.
Het fjord is vernoemd naar rendieren.

## Geografie
Het dal ligt in de zuidelijke helft van het eiland en is noord-zuid georiënteerd met een lengte van ongeveer 20 kilometer. Ze mondt in het zuiden uit in het fjord Tjuvfjorden.
Door het dal lopen gletsjerrivieren die gevoed worden door de gletsjers die aan de beide zijden van het dal gelegen zijn. Aan de westzijde wordt het dal gevoed door de gletsjers Storskavlen en Veidebreen, aan de oostzijde door de gletsjers Edgeøyjøkulen, Seidbreen en Gandbreen.